# Double Dare (album)
Double Dare è il primo album in studio del gruppo musicale statunitense Waterparks, pubblicato nel 2016.

## Tracce
1. Hawaii (Stay Awake) – 3:32
2. Gloom Boys – 3:27
3. Stupid for You – 3:11
4. Royal – 3:31
5. Take Her to the Moon – 3:14
6. Made in America – 2:48
7. Dizzy – 3:08
8. Powerless – 3:54
9. Little Violence – 3:23
10. 21 Questions – 3:46
11. It Follows – 3:18
12. Plum Island – 3:33
13. I'll Always Be Around – 3:34

Tracce Bonus (Giappone)
1. Candy – 3:28
2. What We Do For Fun – 3:26

## Formazione
- Awsten Knight – voce, chitarra, basso, programmazioni
- Geoff Wigington – chitarra
- Otto Wood – batteria